# Irești, Vrancea
Irești este un sat în comuna Vidra din județul Vrancea, Moldova, România.
Se pare că numele derivă de la un anume boier local „Irașcu” răsplătit de domnul Moldovei, Petru Rareș în perioada primei sale domnii (1517-1527), sau în cea de-a doua (1531-1534), cu unele proprietăți, (teren arabil și pădure) pentru unele servicii aduse domniei; de la acest boier, urmașii i-au dat denumirea de “satul Irașcului”, redus ulterior la cel actual, Irești.
Acest sat a fost reședință de comună (fosta comună Irești) până în anul 1968, când a fost desființată ca atare și alipită la comuna Vidra.
 Acest articol despre o localitate din județul Vrancea este deocamdată un ciot. Puteți ajuta Wikipedia prin completarea lui.

## Cultură
Lucrări - Documente Putnene : Vrancea; Irești-Câmpuri. Vol. 2 Aurel V. Sava, 1931